# Sylvie Andrich-Duval
Sylvie Andrich-Duval (nascida em 22 de agosto de 1958) é uma política luxemburguesa. É ex-deputada da Câmara dos Deputados, onde representou o Partido Popular Social Cristão. Ela foi eleita pela primeira vez para a Câmara dos Deputados em outubro de 2005 e ocupou o seu lugar até as eleições gerais de 2018 em Luxemburgo.